# Takayoshi Amma
Takayoshi Amma (japanisch 安間 貴義 Amma Takayoshi; * 23. Mai 1969 in der Präfektur Shizuoka) ist ein ehemaliger japanischer Fußballspieler und heutiger Trainer.

## Karriere
Amma erlernte das Fußballspielen in der Universitätsmannschaft der Komazawa-Universität. Seinen ersten Vertrag unterschrieb er 1992 bei Honda FC. Er spielte dort von 1992 bis 2001 und war später von 2002 Cheftrainer dieser Mannschaft. 2005 wechselte er zum Zweitligisten Ventforet Kofu. Von 2008 bis 2009 war er der Cheftrainer. 2010 wechselte er zum Ligakonkurrenten Kataller Toyama. Von September 2010 bis 2014 war er der Cheftrainer. 2015 wechselte er zum Erstligisten FC Tokyo. Im September 2017 wurde Amma Cheftrainer.